# Villanueva de los Infantes (La Mancha)

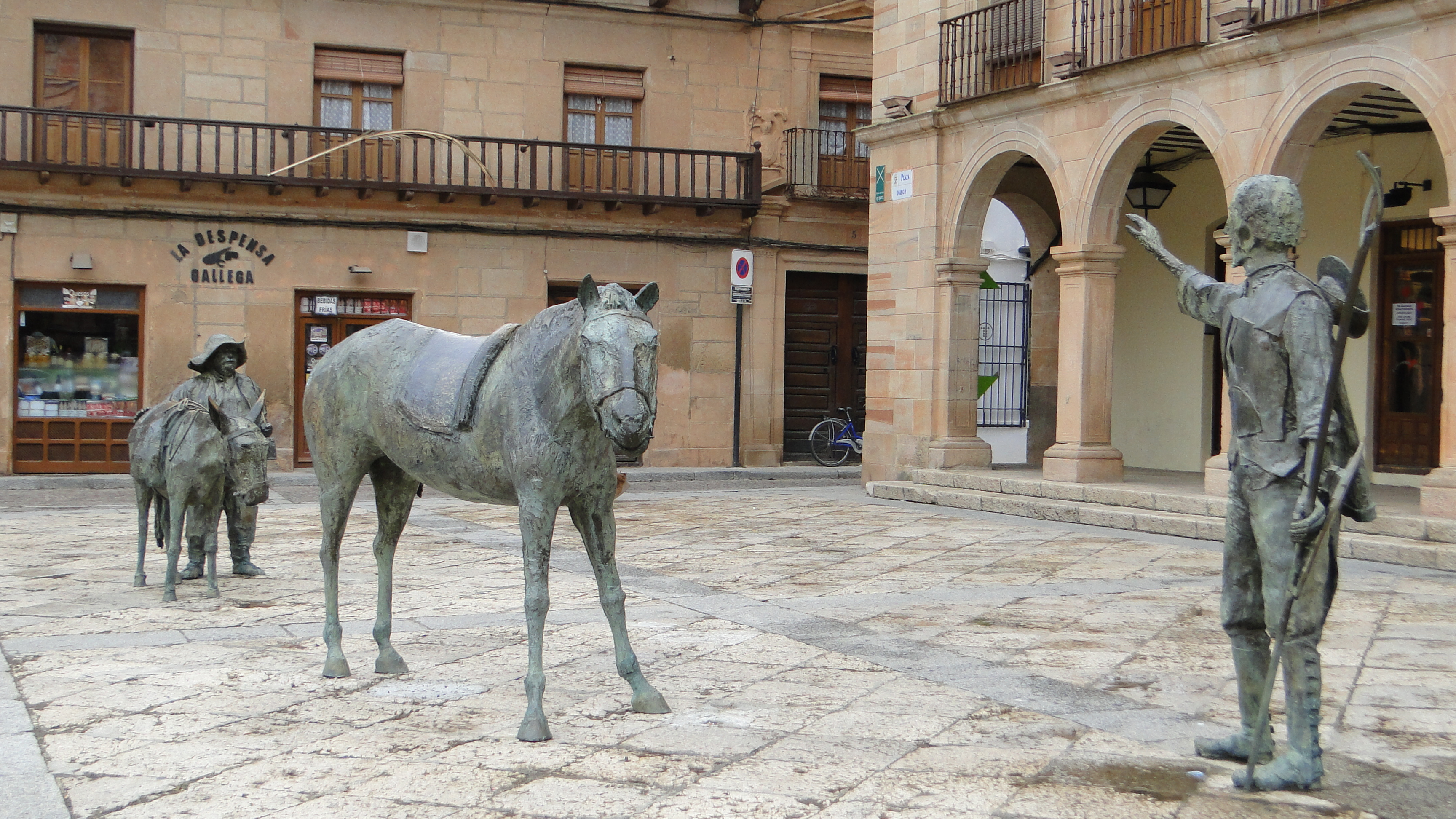
Villanueva de los Infantes – Cervantes-Denkmal

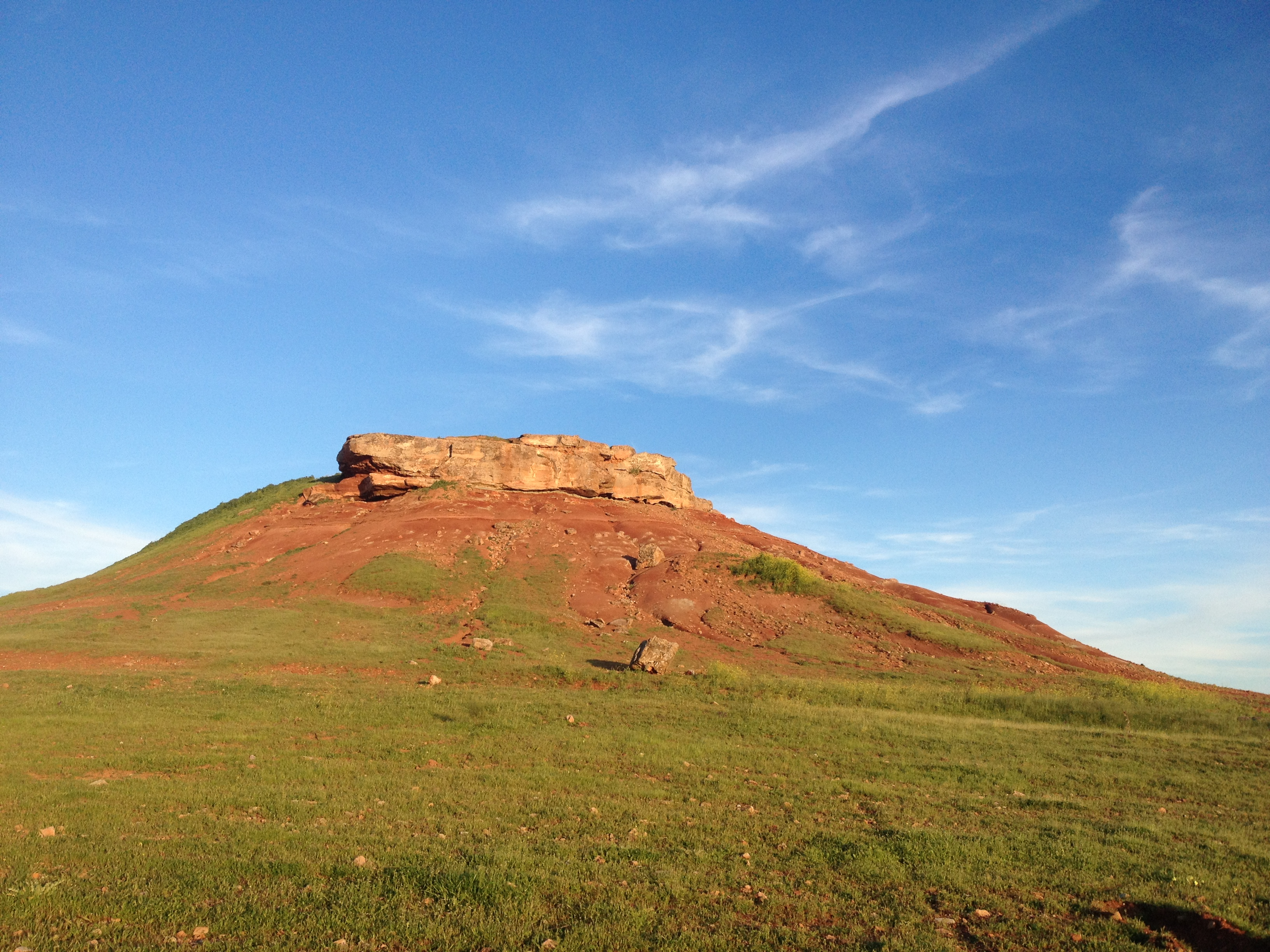
Burgberg von Castillón-Peñaflor

Villanueva de los Infantes ist eine Kleinstadt und eine Gemeinde (municipio) mit knapp 5000 Einwohnern im Südosten der historischen Landschaft La Mancha in der Provinz Ciudad Real in der Region Kastilien-La Mancha in Zentralspanien. Der seit dem Jahr 1974 als Conjunto histórico eingestufte Ort wird mehrfach im Roman Don Quijote erwähnt.

## Lage und Klima
Die Kleinstadt Villanueva de los Infantes liegt auf der Hochfläche des Campo de Montiel unweit des Quellgebiets des Río Jabalón im Süden und des Rio Azuer im Norden knapp 170 km (Fahrtstrecke) südöstlich von Toledo bzw. ca. 220 km südöstlich von Madrid in einer Höhe von ca. 880 m. Das Klima ist meist trocken und warm; der spärliche Regen (ca. 400 mm/Jahr) fällt überwiegend in den Wintermonaten.

## Bevölkerungsentwicklung
| Jahr      | 1857  | 1900  | 1950   | 2000  | 2021  |
| Einwohner | 6.176 | 8.095 | 10.386 | 5.804 | 4.852 |

Infolge der Mechanisierung der Landwirtschaft, der Aufgabe bäuerlicher Kleinbetriebe („Höfesterben“) und der dadurch ausgelösten „Landflucht“ ist die Einwohnerzahl der Kleinstadt in der zweiten Hälfte des 20. Jahrhunderts deutlich gesunken.

## Wirtschaft
Bis zum Ende des 19. Jahrhunderts basierte die lokale Wirtschaft auf der traditionellen mediterranen Selbstversorgungs-Landwirtschaft – angebaut wurden Getreide, Oliven und Wein; hinzu kamen Käse und Wolle aus der Viehzucht. Mit dem Bau einer Eisenbahnverbindung nach Madrid und dem Bau von Straßen konnten auch überregionale Märkte erschlossen werden. Der wirtschaftliche Primärsektor spielt auch heutzutage eine dominante Rolle.

## Geschichte
Auf dem Gemeindegebiet wurde prähistorische und römische Kleinfunde gemacht. Im 8. Jahrhundert eroberten die Mauren das Gebiet; sie nannten den römischen Ort Jamila. Nach der Rückeroberung (reconquista) im frühen 13. Jahrhundert wurde der Ort verlegt und in die Obhut des Santiagoordens übergeben (siehe Stadtwappen). Hervorgegangen ist Villanueva de los Infantes aus der Siedlung La Moraleja, die zunächst vom Bergort Montiel aus verwaltet wurde. Der Infant Santiago de Aragón erhob sie im Jahr 1421 zu einer eigenständigen Gemeinde, damit erhielt sie auch ihren heutigen Namen.

## Sehenswürdigkeiten
- Zentrum der Stadt ist die Plaza Mayor mit zahlreichen Bauten des 15. bis 18. Jahrhunderts. Hier steht auch ein ebenerdiges Bronzedenkmal für Don Quijote und sein Pferd Rosinante, denen mit ein paar Metern Abstand sein Knappe Sancho Pansa in Begleitung seines Esels Rucio folgt.
- Mit dem Bau der dreiportaligen Iglesia de San Andrés wurde im Jahr 1498 begonnen; die Fertigstellung erfolgte jedoch erst im Jahr 1668.  Das imposante Südportal führt in das von Sterngewölben bedeckte Kirchenschiff, dem mehrere Seitenkapellen angegliedert sind.[6]
- Über Eck steht das dreigeschossige Rathaus, welches in einem repräsentativen Bau aus dem 18. Jahrhundert untergebracht ist und dessen Erdgeschoss durch Arkaden zum Platz hin geöffnet ist.
- Die im Jahr 1526 begonnene Iglesia de Santo Domingo gehörte zu einem im Jahr 1844 aufgelösten Dominikanerkloster (Convento de Santo Domingo).[7]
- Die am Ortsrand stehende Iglesia de la Santísima Trinidad gehörte zu einem Konvent des Trinitarierordens.

Umgebung
- Auf einer ca. 3 km südöstlich der Kleinstadt gelegenen Bergkuppe erheben sich die Ruinen der ehemaligen Festung Castillón und des dazugehörigen Dorfes Peñaflor.
- Ca. 5 km südlich der Kleinstadt befindet sich die Ausgrabungsstätte von Jamila.

## Persönlichkeiten
- Bea Vélez (* 2004), Fußballspielerin